# Salut (zespół muzyczny)
Salut – polski zespół muzyczny grający muzykę hard rockową, heavy metalową i w nurcie hardcore, zaliczany jednak przede wszystkim do sceny Rock Against Communism. Kapela pochodzi z Kielc. Została założona w 1993 r. Formacja wydała trzy albumy, przy czym ich pierwsze wydania ukazały się w 1998 r., 2001 r. i w 2006 r. Albumy te zostały opublikowane przy współpracy z takimi wydawnictwami muzycznymi jak Hard Records, Ultima Records, Strong Survive Records, a późniejsze reedycje także z Narodową Sceną Rockową (NSR) oraz Jerzy Dąbczak Records. Jej utwory zamieszczone zostały także w kilku składankach. Zespół zamieszczony został na liście Anti-Defamation League wymieniającej zespoły wykonujące „muzykę nienawiści”, a środowiska lewicowe oskarżają go między innymi o neonazizm.

## Historia

### Powstanie zespołu
Zespół muzyczny Salut został założony w 1993 r., w Polsce. Miało to miejsce w Kielcach.
Powyższa informacja o dacie powstania kapeli podawana jest w różnych opracowaniach oraz przez sam zespół w wywiadzie udzielonym w 2003 r. Niemniej w tym samym wywiadzie grupa podaje bardziej szczegółową i zawiłą historię powstania formacji, która zaczyna się wcześniej bo już w 1990 r. Wówczas powstaje bowiem zespół Z.W.P. – Zawsze Wierni Polsce. Pod tą nazwą grupa zagrała jeden koncert. Istniała do 1993 r..
Nieco inna wersja podana jest przez muzyków w wywiadzie z 2000 r. dla magazynu RAC zine. Tu jako rok założenia grupy podawany jest data 1991 (koniec tego roku). Założyciele zespołu nie umieli wówczas grać i do 1992 r. dopiero uczyli się tego przy okazji tworząc materiał na pierwsze wydawnictwo, co trwało jeszcze w 1993 r., wówczas jeszcze w stylu ortodoksyjnego oi! i RAC. Według tego wywiadu nazwa własna zespołu Salut pojawiła się dopiero w 1994 r. Po nagraniu materiału na debiutancką kasetę kapela zawiesiła działalność między inni z tego powodu, że Hubert musiał odbyć zasadniczą służbę wojskową oraz z kapeli odszedł perkusista. Wznowienie działalności nastąpiło w 1997 r., kiedy do zespołu dołączył Artek.

### Działalność
Zespół działał do końca lat 90. XX wieku oraz także w latach późniejszych, już w XXI wieku. Formacja wydała trzy albumy muzyczne. Ich pierwsze wydania ukazały się w 1998 r. („Piętno nienawiści”, wydawca – Hard Records), w 2001 r. („Jutro będzie nasze”, wydawca – Ultima Records) i w 2006 r. („Nudis Verbis”, wydawca – Strong Survive Records). W różnych latach (2000 r., 20024 r.) ukazywały się także reedycje albumu „Piętno nienawiści” wydane nakładem takich wytwórni muzycznych jak Narodowa Scena Rockowa (NSR) oraz Jerzy Dąbczak Records. W przypadku tego ostatniego wydania z 20024 r. nagrania zostały poddane remasteringowi, a album był 10 częścią serii wydawniczej zatytułowanej „Z archiwum polskiego RAC”. Utwory muzyczne kapeli ukazywały się także w różnych albumach kompilacyjnych wydawanych w Polsce i w Rosji.
Działalność kapeli obejmowała także występy na koncertach. Do 2003 r. włącznie było to jednak zaledwie około 10 koncertów. Formacja do tej daty miała okazję występować razem z takimi zespołami jak Ancestors (Słowacja), Batalion, Beowulf (Czechy), Black Shirts (The Blackshirts – Wielka Brytania), Ekspansja, Honor, Irydion, Odwet / Odwet 88, Pluton Svea (Szwecja), Potop, Randal Grouppe (Słowacja), Razors Edge (Anglia), Revoulta (Czechy), Surowa Generacja, Szwadron 97, WMG / Wolne Miasto Gdańsk.

### Przykładowe występy
Przykładowe występy (i zespoły z którymi kapela miała okazję występować, jeśli taka informacja jest dostępna):
- 1997 r. (kwiecień): Przemyśl, pozostali wykonawcy muzyczni – Batalion, Szwadron 97[9][19][20]
- 1998-04-18: Suwałki, pozostali wykonawcy muzyczni – Ekspansja, Odwet (zespół Salut został zaproszony w miejsce pierwotnie przewidzianego Kresowca, który nie mógł wystąpić)[9][22][27]
- 1998-12-19: Gliwice, pozostali wykonawcy muzyczni – Honor, Odwet, Surowa Generacja, Wolforor 88[9][21]
- 1999-04-24: Przemyśl, pozostali wykonawcy muzyczni – Batalion, Szwadron 97[21]
- 2024-01-11: Brno (Czechy), tamtejsza filharmonia, pozostali wykonawcy muzyczni – Beowulf, Randal Grouppe, Revoulta[18]
- 2003-03-15: Zagnańsk koło Kielc, pozostali wykonawcy muzyczni – Ancestors, Beowulf, Irydion[24][22]
- 2003-06-07: Gorzów Wielkopolski, pozostali wykonawcy muzyczni – Ancestors, Black Shirts, Potop, Razor Edge[1][26]
- 2005-12-17: Kraków, klub „Stare Konie”, pozostali wykonawcy muzyczni – Ersemors (Słowacja), White Devils[28].

## Skład

### Pierwszy skład
Członkowie zespołu, ich funkcja i instrumenty muzyczne, wchodzący w skład kapeli podczas nagrań w 1994 r. do albumu „Piętno nienawiści”:
- Hubert – wokal, gitarzysta (gitara)
- Krzysiek – perkusista (perkusja)
- Wojtek – basista (gitara basowa)[2][9][27][29][30][31].

### Skład z 2001
Skład grupy z 2001 r. podczas realizacji nagrań do albumu „Jutro będzie nasze”:
- Artek – perkusista (perkusja)
- Hubert – wokal, gitarzysta (gitara)
- Wojtek – basista (gitara basowa)[2][9][27][29]

### Skład z 2006
Przy realizacji albumu „Nudis Verbis” wydanego w 2006 r. skład grupy był inny, a mianowicie:
- Artek – perkusista (perkusja)
- Cinek – wokal
- Hubert – gitarzysta (gitara)
- Wojtek – basista (gitara basowa)[1][2][29][32][33].

### Zmiany w składzie
Zmiany w składzie zespołu miały miejsce w następujących latach:
- 1996 r. (przed nagraniem materiału do albumu „Piętno nienawiści”): odejście Krzyśka, w jego miejsce jako perkusista w składzie grupy zajmuje Artek
- 2001 r. (po nagraniu materiału do albumu „Jutro będzie nasze”): do składu dołącza Cinek, który przejmuje od Huberta wokal[1][2][9][27][29].

### Zestawienie składów
| Członek  | do 1996 r. | od 1996 r. do połowy 2001 r. | po połowie 2001 r. |
| -------- | ---------- | ---------------------------- | ------------------ |
| Artek    | Nie        | Tak                          | Tak                |
| Cinek    | Nie        | Nie                          | Tak                |
| Hubert   | Tak        | Tak                          | Tak                |
| Krzysiek | Tak        | Nie                          | Nie                |
| Wojtek   | Tak        | Tak                          | Tak                |

## Twórczość
Twórczość zespołu pod względem prezentowanej muzyki zaliczana jest do gatunku muzycznego jakim jest rock, a w szczególności, w jego ramach, do takich nurtów muzycznych jak hard rock, heavy metal, groove metal, hardcore. We wczesnych dokonaniach kapeli dostrzega się także stylistykę nurtu punk rock oraz oi!. Wobec takiej stylistyki, w odniesieniu pierwszego albumu niektórzy autorzy uknuli określenie skin'n'rock. Jednak jej całokształt, obejmujący nie tylko kompozycje muzyczne ale także teksty utworów i niesiony przez nie przekaz oraz inna działalność formacji, a także prezentowane postawy oraz środowiska społeczne, z którymi jest ona związana, sprawia że kapela postrzegana jest zdecydowanie jako zespół przynależny do sceny Rock Against Communism i hatecore. Ponadto formacja wiązana jest z subkulturą skinhead oraz przez niektórych publicystów ze sceną „White Power”. Sami muzycy deklarują, że wartościami, które cenią oraz którymi kierują się w życiu i twórczości to przede wszystkim honor, ojczyzna, czystość krwi i patriotyzm.
W repertuarze zespołu oprócz oczywiście kompozycji własnych znajdują się także covery utworów innych wykonawców, takie jak przykładowo „Suddenly” zespołu Skrewdriver, „Blood Of Patriots” grupy Kołowrat, czy cover utworu formacji Buldok (Czechy).
Jako własne fascynacje muzyczne i równocześnie inspiracje do własnych twórczości muzycy wymieniają takie zespoły jak BED, Bohse Okelz, Day of the Sword, H&machine, Iron Maiden, Motörhead, Shutdown, Skrewdriver, Slayer, choć nie jest to oczywiście pełna lista ulubionych kapel.
Pierwszą kasetę zespołu, po jej ukazaniu się, niektórzy porównywali do legendarnego już wówczas wydawnictwa formacji Legion wydanego pod tytułem „Lata walk ulicznych”.

## Dyskografia

### Dyskografia zespołu
Albumy muzyczne zespołu Salut:
- „Piętno nienawiści”[51][52]:
  - 1998 r., wydawca – Hard Records (identyfikator – MCC - 98, MCC - 1998), nośnik danych – jedna kaseta magnetofonowa[2][27][41][51][53]
  - 2000 r., wydawca – Narodowa Scena Rockowa / NSR (identyfikator – NSR 014), nośnik danych – jedna kaseta magnetofonowa, reedycja[14][51][54]
  - 2024 r., wydawca – Jerzy Dąbczak Records (identyfikator – JDR010, Vol. 10), w ramach serii wydawniczej pod tytułem „Z archiwum polskiego RAC”[51][52]:
    - nośnik danych – jedna płyta kompaktowa, dwie wersje wydania[51][55][56]
    - nośnik danych – jedna kaseta magnetofonowa (przy udziale wytwórni Taśmy Ochódzkiego identyfikator – TO-010)[51][57]
    - nośnik danych – jedna płyta gramofonowa, długogrająca, kilka wersji wydania[51][58][59][60]
- „Jutro będzie nasze”: 2001 r., wydawca – Ultima Records (identyfikator – UR CD 001), nośnik danych – jedna płyta kompaktowa[2][61][62]
- „Nudis Verbis”: 2006 r., wydawca – Strong Survive Records (identyfikator – SSR 033 / SS CD 033), nośnik danych – jedna płyta kompaktowa, dwie wersje wydania[2][11][63][64][65][66].

### Składanki
Składanki, kompilacje, w ramach których zamieszczono minimum jeden utwór muzyczny zespołu Salut:
- Rock przeciwko komunizmowi:  1997 r., wydawca – Hard Records (identyfikator albumu – MCB - 97, MCB - 1997), nośnik danych – jedna kaseta magnetofonowa[27][67]
- „Głos Słowiańskiej Dumy Vol.II”: 2003 r., wydawca – RAC Magazine (identyfikator albumu – r.a.c.002, rac 002), nośnik danych – jedna płyta kompaktowa[68][69]
- „Коловрат Над Всем Миром - Трибьют - Часть 1”: 2005 r., kraj wydania – Rosja, wydawca – Коловрат НС Рекордс, nośnik danych – jedna płyta kompaktowa[70]
- „Day of the Rope vol. 2”: 2006 r., wydawca – Strong Survive Records (identyfikator albumu – SSR 2006 CD 031), nośnik danych – jedna płyta kompaktowa[71][72]
- „Day of the Rope V - A Tribute To Ian Stuart Donaldson”: 2010 r., wydawca – Strong Survive Records (identyfikator albumu – brak), nośnik danych – jedna płyta kompaktowa[73]
- „Kolovrat Above The Whole World - International Tribute To Kolovrat”: 2018 r., Not On Label, kraj wydania – Rosja, nośnik danych – trzy płyty kompaktowe[74].

## Obiór, postawy i kontrowersje
Przez niektóre środowiska, szczególnie lewicowe i neoliberalne, kapela postrzegana jest bardzo negatywnie, między innymi w kontekście jej powiązań z subkulturą skinhead, ale przede wszystkim z powodu jej twórczości, przekazu, postaw. W tym aspekcie, w ramach podzielonej i skłóconej sceny skinhead oraz sceny tożsamościowej, jest ona postrzegana jako przynależna do nurtu aryjsko-nazistowskiego i oskarżana o propagowanie treści neonazistowskich. A oprócz tego zwraca się w niektórych publikacjach uwagę na postawy i przekaz wynikający z takiej ideologii dostrzegalny w twórczości zespołu, obejmujące takie cechy jak antychrześcijaństwo, a w najłagodniejszej formie dystans do spraw wyznania, a czasem wręcz neopoganizm, okultyzm i satanizm, krytyka ustroju demokratycznego, rasizm.
Zespół zamieszczony został na liście Anti-Defamation League wymieniającej zespoły wykonujące „muzykę nienawiści”.
Jeśli zaś chodzi o opinie dotyczące zespołu, wyrażane przez zwolenników ruchu skinhead, oi! czy RAC oraz takiej muzyki, to są one pozytywne, choć w odniesieniu do ostatniego albumu „Nudis Verbis” wyrażana jest krytyka i pewne rozczarowanie jego poziomem. Pierwszy okres działalności grupy oraz debiutancki album „Piętno nienawiści” zostały odebrane bardzo dobrze. Dzięki niemu oraz dzięki świetnym koncertom zespół pośród publiczności wyrobił sobie wysoką markę i zdobył grono fanów. Nic więc dziwnego, że wiązano z nim duże nadzieje i oczekiwania na przyszłość. I tu niestety ostatni z wydanych przez kapelę albumów „Nudis Verbis” spotkał się z negatywnymi recenzjami. W skrócie stwierdza się, że jest on rozczarowaniem. Zarzucano twórczości tam zaprezentowanej słabe kompozycje muzyczne z kombinowaniem na siłę oraz kiepskie teksty. Jedynie utwór – ballada – „Krzyk narodu” broni tej pozycji, razem z bonusowym, ale znanym już z wcześniejszej składanki „Tribute to Kolovrat”, coverem utworu „Blood of Patriots”. Świetna twórczość wcześniejsza sprawia jednak, że w konkluzji stanowczo stwierdza się, iż takiej formacji muzycznej nie należy przekreślać, a co najwyżej oczekiwać nowych, lepszych dokonań. Zespół w kontekście składanki „Day of the Rope Vol. 2” z 2006 r., będącej memoriałem poświęconym Mariuszowi „Szczeremu” Szczerskiemu z Honoru, a zwierającej utwory zespołów pochodzących z różnych części Europy, jest zaliczany do tej części kapel tam prezentowanych, które są w ramach sceny bardzo znane i rozpoznawalne. Niektóre z wydawnictw zespołu trafiły także poza Polskę, w tym do Stanów Zjednoczonych.
Jeśli zaś chodzi o występy na scenie przed publicznością, to choć niektóre ich popisy określane są jako średnie, to jednak niektóre oceniane są jako dobre lub bardzo dobre, takie które rozgrzewają widownię i rozkręcają zabawę. W tym kontekście występ w Czechach (filharmonia w Brnie) oceniany jest jako jeden z najlepszych, jeśli nie najlepszy, przy czym podkreśla się, że udało się kapeli rozkręcić do zabawy nawet czeską publiczność oraz dać pod jej zachętą bisy, co było na koncertach w tamtym kraju rzadkością.

## Muzycy o sobie
Muzycy sami przyznają, że należą do ruchu skinhead NS. Decyzję o rozpoczęciu pracy twórczej i działalności muzycznej podjęli z kilku powodów. Przede wszystkim była to chęć wyrażania swoich poglądów i ich propagowania, ze szczególnym naciskiem na idee „White Power” i idei narodowych. A ponadto kierowały nimi własne upodobania muzyczne związane z ciężkimi odmianami rocka i muzyki alternatywnej. Jednak według stanu do 2003 r. nie należeli do żadnej z organizacji, łącznie z takimi jak Blood & Honour / Combat 18 czy Hammerskins Nation. Mimo to ówcześnie wypowiadali się pozytywnie o ich działalności i pozytywnym wpływie na jedność ruchu, który poprzez fakt silnych podziałów tracił na sile. Zresztą kwestię podziału w ruchu skinhead wielokrotnie podnosili ubolewając nad nią i propagując konieczność porozumienia, wspólnego działania nad zbieżnymi celami i jedności.
W kontekście atakujących zespół i całą scenę wypowiedzi osób wyrażających sprzeciw wobec takiej twórczości, w którym podnoszone są zarzuty, że prowadzi ona do agresji, nienawiści, przemocy i innych negatywnych zjawisk, muzycy w prosty i klarowny sposób odpowiadają, iż twórczość ta ukazuje po prostu prawdę, rzeczywistość, z całym bagażem negatywnych – w ocenie członków zespołu – zjawisk takich jak syjonistyczne rządy, mieszanie ras i inne, które rzeczywiście wzbudzają takie emocje i działania, co w gruncie rzeczy nie dziwi, ale dzieje się to za sprawą właśnie takich osób i środowisk.
Jeśli zaś chodzi o samą muzykę, to deklarują oni swoje uznanie dla zróżnicowanych kompozycji i sami starają się o własny rozwój muzyczny oraz nowe pomysły. Kierunek zmian w stylistyce prowadzący od prostego oi! ku bardziej ciężkim odmianom RAC i różnym nurtom w hard rocku i metalu uznają za naturalny ówcześnie trend, który zgody jest ich preferencjami.
W kontekście wyżej wspominanego chrześcijaństwa członkowie zespołu w swojej wypowiedzi udzielonej podczas jednego z wywiadów stwierdzają, że to jeden wielki stek bzdur i kłamstw stworzonych przez Żydów w celu ułatwienia sobie drogi do opanowania świata. Choć z drugiej strony kapela podnosi konieczność odłożenia na bok podziałów w tym zakresie, pozostawienie wiary każdemu do jego własnego osądu, gdyż jest to jedna z kilku przyczyn niepotrzebnego podziału w ruchu skinhead prowadzącego do jego osłabienia i to w sytuacji malejącej liczby jego zwolenników.